# Mura (Włochy)
Mura – miejscowość i gmina we Włoszech, w regionie Lombardia, w prowincji Brescia.
Według danych na rok 2004 gminę zamieszkiwało 780 osób, 65 os./km².